# Большое Маклашкино
Большо́е Макла́шкино (чув. Маклашки) — деревня в Мариинско-Посадском муниципальном округе Чувашской Республики. С 2004 по 2023 год входила в состав Сутчевского сельского поселения.

## География
Находится в северо-восточной части Чувашии, на расстоянии приблизительно 3 км на юго-запад от районного центра города Мариинский Посад.

## История
Известна с 1719 года с 43 дворами и 102 мужчинами. В 1795 году учтено 45 дворов и 249 жителей, в 1858 17 и 178 соответственно. В 1897 был 301 житель, в 1926 — 71 двор и 329 жителей, в 1939—391 житель, в 1979—238. В 2002 году было 75 дворов, в 2010 — 77 домохозяйств. В 1930 году был образован колхоз «Осовиахим».

## Население
Постоянное население составляло 172 человека (чуваши 94 %) в 2002 году, 175 в 2010.